# 臼井滋夫
臼井 滋夫（うすい しげお、1926年 - ）は、日本の法学者（刑事法）、元検事、元東海大学教授。

## 経歴
現在の東京都に生まれる。1948年に東京大学法学部を卒業し、1950年に検察官に任官した。
新潟・札幌・東京の各地方検察庁で検事を務める。その後、法務省刑事局参事官を経て、東京高等検察庁および最高検察庁検事、千葉地方検察庁検事正、最高検察庁公判部長、高松高等検察庁検事長、福岡高等検察庁検事長、名古屋高等検察庁検事長を歴任した。1988年、大阪高等検察庁検事長を最後に退官。
退官後は、東海大学教授、司法試験考査委員、慶應義塾大学非常勤講師を務めた。

## 業績
捜査実務、刑事訴訟法の研究で知られる。特に『国税犯則取締法』（1990年6月20日、信山社）は、研究の乏しい行政刑法における貴重な専門書・文献として現在でも高い価値を有している。

## 著書
- 『無罪判決から見た捜査の反省』（共著）警察図書、1956年
- 『刑法判例研究Ⅱ』大学書房、1968年
- 『註釈刑事訴訟法』（共著）立花書房、1975年 - 1976年
- 「刑事法の今日的諸問題」 （共著）立花書房、1983年
- 『国税犯則取締法』信山社、1990年